# Худе
Худе (на немски: Hude) е селище в Германия.

## География
Худе се намира в провинция Долна Саксония. На 17 км западно от Худе се намира град Олденбург. На 23 км източно от Худе се намира град Бремен. На още около 100 км също в източна посока след Бремен е провинциалния център Хановер. Население 15 751 жители към 1 март 2006 г.

## История
През 1867 г. е построена жп линията от Бремен до Олденбург, на която Худе става жп гара.

## Архитектурни забележителности
- Манастирът, построен през 1232 г., разрушен през 1536 г.

## Икономика
Худе е транспортен жп възел в три посоки. ЖП линията от Бремен до Олденбург се разклонява към Норденхам при Худе.